# Дерихвіст скельний
Дерихвіст скельний (Glareola nuchalis) — вид сивкоподібних птахів родини дерихвостових (Glareolidae).

## Поширення
Птах поширений в країнах Субсахарської Африки. Живе на відкритих територіях з виходами скель та неподалік водойм.

## Опис
Птах завдовжки 17,5–19,5 см. Вага тіла 43–52 г. Верхня частина тіла сіро-коричнева. Через шию проходить біла лінія, яка закінчується біля очей. Крижі білі. Низ тулуба сірий, посередині черевця він стає білим. Нижня сторона крил темно-сіра з білою смужкою посереденя. Дзьоб чорний з яскраво-червоною основою. Ноги коралово-червоні.

## Спосіб життя
Завжди тримається неподалік водойм. Часто дерихвоста скельного можна помітити верхи на бегемотах, що напівзанурені у воду. Також відвідує вологі луки, де сидить на гілках дерев, виступаючих жердинах чи огорожах. Більшу частину дня відпочиває, інколи у досить численних зграях. Живиться на світанку або ввечері. Полює на комах у польоті.
Сезон розмноження залежить від країни поширення: в Сьєрра-Леоне триває з квітня по лютий, в Нігерії з квітня по червень (з низьким рівнем води), в ДРК з липня по жовтень, з вересня по жовтень в Замбії, з вересня по листопад у Зімбабве. Гніздиться колоніями до 26 пар. Гнізд не будує — відкладає яйця безпосередньо на скелі, в ямці або ущелині. У гнізді 1-3 яйця. Інкубація триває 20 днів. Насиджують обидва партнери почергово. Пташенята зразу після вилуплення вміють плавати і швидко залишають гніздо. Батьки годують їх комахами впродовж 20-30 днів.